# Ḩoseynābād-e ‘Olyā (ort i Lorestan)
Ḩoseynābād-e ‘Olyā (persiska: حُسِينابادِ عُليا, حسین آباد علیا) är en ort i Iran.   Den ligger i provinsen Lorestan, i den nordvästra delen av landet, 400 km sydväst om huvudstaden Teheran. Ḩoseynābād-e ‘Olyā ligger 2 086 meter över havet och antalet invånare är 160.
Terrängen runt Ḩoseynābād-e ‘Olyā är kuperad.Runt Ḩoseynābād-e ‘Olyā är det ganska tätbefolkat, med 56 invånare per kvadratkilometer. Närmaste större samhälle är Hezār Khānī, 9,2 km sydväst om Ḩoseynābād-e ‘Olyā. Trakten runt Ḩoseynābād-e ‘Olyā består till största delen av jordbruksmark.